# Doxygen

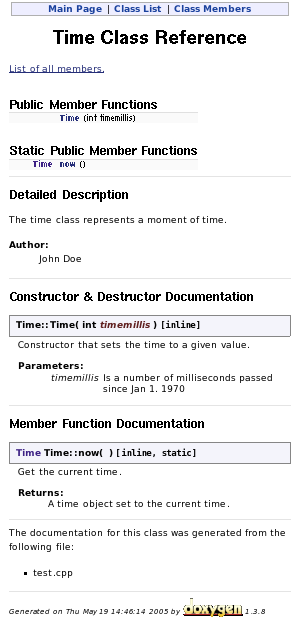
Приклад документації, згенерованої Doxygen

Doxygen — кросплатформна система документування початкового коду програм, яка підтримує C++, Сі, Objective-C, Python, Java, IDL, PHP, Perl, C#, Фортран, VHDL і, частково, D.
Doxygen генерує документацію на основі набору вихідних текстів і також може бути налаштований для вилучення структури програми з недокументованих вихідних текстів. Можливе складання графів залежностей програмних об'єктів, діаграм класів та вихідних кодів з гіперпосиланнями.
Приклад програми мовою C++ (згенерована документація — на рисунку):
```
class
 
Time
 
{

 

    
public
:

 

       
/**

        * Constructor that sets the time to a given value.

        *

        * @param timemillis Number of milliseconds

        *        passed since Jan 1, 1970.

        */

       
Time
 
(
int
 
timemillis
)
 
{

           
// the code

       
}

 

       
/**

        * Get the current time.

        *

        * @return A time object set to the current time.

        */

       
static
 
Time
 
now
 
()
 
{

           
// the code

       
}

};

```

Doxygen має вбудовану підтримку генерації документації в форматі HTML, LaTeX, man, RTF і XML. Також результати його роботи можуть бути легко конвертовані в CHM, PostScript, PDF.
Для HTML-представлення документації, що розміщується на web-серверах, існує зручний спосіб організації пошуку (за допомогою створюваного Doxygen'ом PHP-модуля) і посилань на зовнішню документацію.
Doxygen використовується в багатьох проектах, в тому числі KDE, Pidgin, Torque Game Engine, AbiWord, Mozilla, FOX toolkit, Crystal Space, Drupal. Є вбудована підтримка в KDevelop.
Doxygen — консольна програма в стилі класичної Unix. Вона працює подібно компілятору, аналізуючи вихідні тексти і створюючи документацію. Додаткові параметри для створення документації можуть читатись із конфігураційного файлу, що має простий текстовий формат.
Для спрощення маніпуляцій з конфігураційним файлом (який містить досить багато налаштувань), існує кілька програм з графічним інтерфейсом: програма doxywizard (реалізована з використанням Qt-3) поставляється разом з Doxygen; програма Doxygate заснована на Qt версії 4. Пізніше doxywizard був переписаний на Qt-4 і проект Doxygate був закритий.